# Makemo (Polynésie française)
Makemo est une commune de la Polynésie française dans l'archipel des Tuamotu. Le chef-lieu de cette dernière est l'atoll de Makemo dont le village principal est Pouheva.

## Géographie
La commune de Makemo est composée de onze atolls, dont les huit principaux sont : Makemo, Haraiki, Marutea Nord, Katiu, Raroia, Takume, Taenga, Nihiru ; et les trois autres – plus petits et inhabités – constituent le groupe des îles Raevski constitué de Tuanake, Hiti et Tepoto Sud.
Elle est divisée en quatre communes associées :
- Katiu (250 hab.)
- Makemo (832 hab.)
- Raroia (349 hab.)
- Taenga (124 hab.)

## Politique et administration
| Période                                  | Période                          | Identité       | Étiquette         | Qualité |
| ---------------------------------------- | -------------------------------- | -------------- | ----------------- | ------- |
| Les données manquantes sont à compléter. |                                  |                |                   |         |
| 2008                                     | 10 avril 2014                    | Michel Yip     |                   |         |
| 11 avril 2014                            | en cours réélection en mars 2020 | Félix Tokoragi | Tapura Huiraatira |         |

## Démographie
L'évolution du nombre d'habitants est connue à travers les recensements de la population effectués dans la commune depuis 1971. À partir de 2006, les populations légales des communes sont publiées annuellement par l'Insee, mais la loi relative à la démocratie de proximité du 27 février 2002 a, dans ses articles consacrés au recensement de la population, instauré des recensements de la population tous les cinq ans en Nouvelle-Calédonie, en Polynésie française, à Mayotte et dans les îles Wallis-et-Futuna, ce qui n’était pas le cas auparavant. Pour la commune, le premier recensement exhaustif entrant dans le cadre du nouveau dispositif a été réalisé en 2002, les précédents recensements ont eu lieu en 1996, 1988, 1983, 1977 et 1971.
En 2017, la commune comptait 1 508 habitants, en diminution de 3,21 % par rapport à 2012
| 1971 | 1977 | 1983 | 1988 | 1996  | 2002  | 2007  | 2012  | 2017  |
| ---- | ---- | ---- | ---- | ----- | ----- | ----- | ----- | ----- |
| 515  | 484  | 631  | 831  | 1 061 | 1 406 | 1 422 | 1 558 | 1 508 |

| 2022  | - | - | - | - | - | - | - | - |
| ----- | - | - | - | - | - | - | - | - |
| 1 391 | - | - | - | - | - | - | - | - |

## Économie

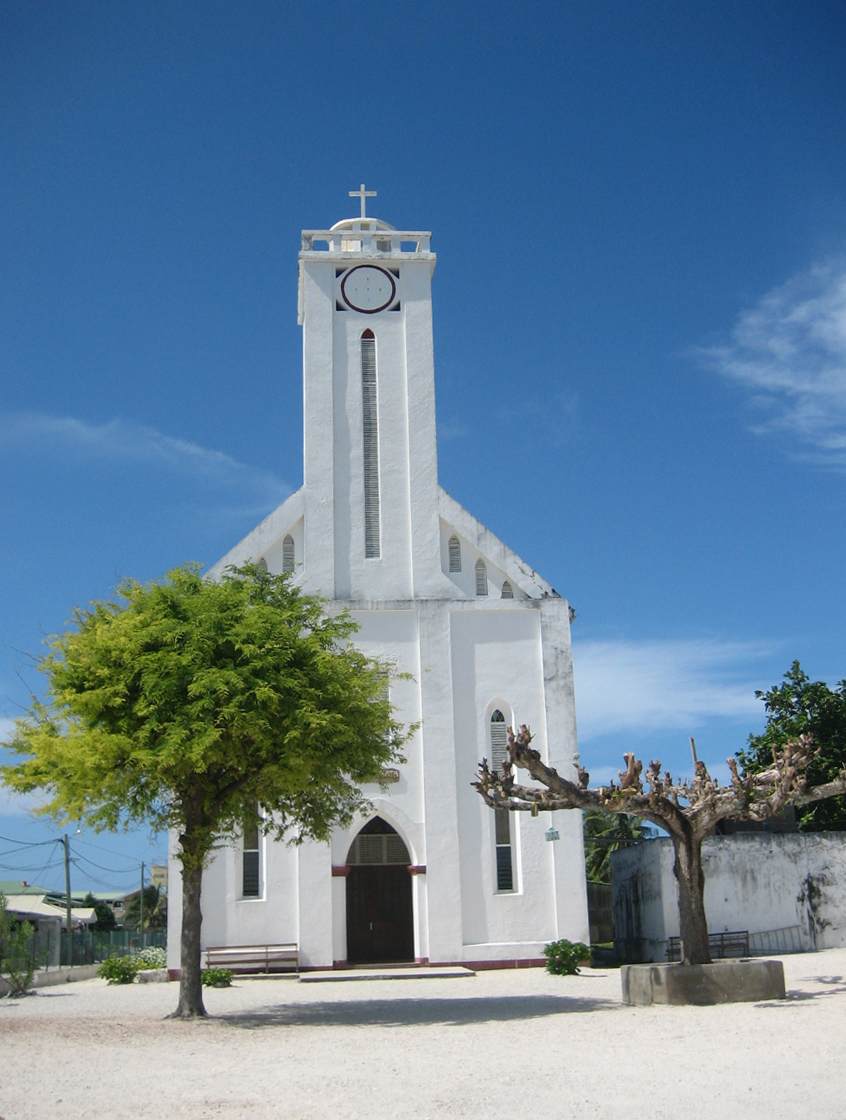
Église Saint-Joseph

## Lieux et monuments
- Église Saint-Benoît de Nihiru.
- Église Saint-François-Xavier de Takume.
- Église Saint-Joseph de Makemo.
- Église Saint-Michel de Raroia.